# کینگوان
کینگوان (به لاتین: Qingyuan) یک شهر مرکزی در جمهوری خلق چین است که در گوانگ‌دونگ واقع شده‌است.

## خصوصیات
کینگوان ۱۹٬۱۵۲٫۹ کیلومترمربع مساحت و ۳٬۶۹۸٬۴۱۲ نفر جمعیت دارد و ۱۴ متر بالاتر از سطح دریا واقع شده‌است.